# Prefettura di Elbasan
La prefettura di Elbasan (in albanese: Qarku i Elbasanit) è una delle 12 prefetture dell'Albania.

## Municipalità
In seguito alla riforma amministrativa del 2015 la prefettura risulta composta dalle seguenti municipalità:
| Municipalità | Ex-comuni (pre-2015) | Distretto |
| ------------ | --- | --------- |
| Belsh        | Belsh, Fierzë, Grekan, Kajan, Rrasë                                                                                            | Elbasan   |
| Cërrik       | Cërrik, Gostimë, Klos, Mollas, Shalës                                                                                          | Elbasan   |
| Elbasan      | Bradashesh, Elbasan, Funarë, Gjergjan, Gjinar, Gracen, Labinot Fushë, Labinot Mal, Papër, Shirgjan, Shushicë, Tregan, Zavalinë | Elbasan   |
| Gramsh       | Gramsh, Kodovjat, Kukur, Kushovë, Lenie, Pishaj, Poroçan, Skënderbegas, Sult, Tunjë                                            | Gramsh    |
| Librazhd     | Hotolisht, Librazhd, Lunik, Orenjë, Polis, Qendër-Librazhd, Stëblevë                                                           | Librazhd  |
| Peqin        | Gjocaj, Karinë, Pajovë, Peqin, Përparim, Shezë                                                                                 | Peqin     |
| Përrenjas    | Përrenjas, Qukës, Rrajcë, Stravaj                                                                                              | Librazhd  |

Prima della riforma amministrativa la prefettura comprendeva i distretti di:
- Elbasan
- Gramsh
- Librazhd
- Peqin